# Сходинка Гілларі
27°59′15″ пн. ш. 86°55′29″ сх. д. / 27.987468° пн. ш. 86.924828° сх. д.
Сходинка Гілларі — крутий, майже вертикальний схил гори Еверест, що має висоту 13 метрів. Являє собою гребінь зі снігу та льоду, оточений прямовисними скелями. Цю ділянку гори названо на честь новозеландського дослідника й альпініста Едмунда Гілларі, який здійснив своє перше сходження на південно-східний гребінь гори 29 травня 1953 року. Сходинка розташована на висоті 8790 метрів — половині шляху від південної вершини до головної вершини Евересту.
Подолання Сходинки — вельми складне завдання, яке полягає в закріпленні мотузки, яку провішує команда шерпів, що підіймається першою в сезоні. Прохід через цю ділянку є вузьким і не дозволяє пройти одночасно двом альпіністам, які йдуть один одному назустріч. У зв'язку з великою кількістю охочих піднятися на Еверест на місці Сходинки з'являються черги до мотузок, що призводить до смертельно небезпечної втрати часу для альпіністів.
У 2014 році з'явилися новини, що непальські шерпи висловлювалися на підтримку планів встановити стаціонарні сходи на найвужчому місці сходження — «Сходинці Гілларі».
У травні 2016 року з'явилася інформація, що землетрус 2015 року в Непалі змінив схил Евересту в районі Сходинки Гілларі і тепер замість сходинки на цьому місці є ділянка схилу.
21 травня 2017 року британський альпініст Тім Моздейл (Tim Mosedale) повідомив, що Сходинку Гілларі повністю знищено, а на її місці — нагромадження каміння, яке робить прохід останньої ділянки шляху ще небезпечнішим.

## Історія
У 1953 році цю сходинку побачила перша штурмова група Тома Бурділона та Чарльза Еванса, коли вони досягли Південної вершини 26 травня о 13:00, надто пізно, щоб спробувати піднятися на вершину. Сидячи на сніговому куполі, вони могли уважно спостерігати за останніми 90 метрів підйому до вершини. Це був не той пологий сніговий хребет, на який вони сподівалися, а тонкий гребінь снігу й льоду на скелі, крутий зліва й нависаючий карнизом справа. Він був перерваний грізним на вигляд 12-метровим скелястим сходом на дві третини висоти.
Сходинка була названа на честь сера Едмунда Гілларі, який був першою відомою людиною разом з Тенцінгом Норгеєм, який піднявся на неї на шляху до вершини під час британської експедиції на гору Еверест 1953 року. Гілларі і Тенцінг вперше піднялися на Схід Гілларі 29 травня 1953 року, піднявшись по тріщині між снігом і скелею. Гілларі повідомила, що сніг на сходах був твердішим, ніж на низькій висоті. Гілларі писав в 1953 році:
|  | Після години рівномірного руху ми досягли підніжжя найстрашнішої на вигляд проблеми на хребті – скелястого сходу приблизно 12 метрів заввишки. Ми знали про існування цієї сходинки з аерофотознімків, а також бачили її в наш бінокль із Тьянгбоче. Ми зрозуміли, що на такій висоті це цілком може означати різницю між успіхом і невдачею. Сама скеля, гладка й майже без опори, могла бути цікавою проблемою в неділю вдень для групи досвідчених скелелазів у Озерному краї, але тут це був бар’єр, який нам не під силу подолати. Я не бачив способу повернути його на крутому скелястому обриві на заході, але, на щастя, ще залишалася інша можливість впоратися з ним. На його східній стороні був ще один великий карниз, і на повних 12 метрів Сходинки була вузька щілина між карнизом і скелею. Залишивши Тенцінга страхувати мене якомога краще, я проштовхнувся в цю щілину, а потім, відштовхнувши кішками назад, глибоко встромив їхні шипи в замерзлий сніг позаду й піднявся з землі. Користуючись кожною маленькою опорою для скелі та всіма силами колін, плечей і рук, які я міг зібрати, я буквально дерся спиною вгору по тріщині, палко молячись, щоб карниз залишився прикріпленим до скелі. Незважаючи на значні зусилля, мій прогрес, хоч і повільний, був постійним, і коли Тенцінг розмотував мотузку, я повільно просувався вгору, поки нарешті не зміг дотягнутися через вершину скелі й витягнутися з тріщини на широкий виступ. Декілька хвилин я лежав, відновлюючи дихання, і вперше по-справжньому відчув шалену рішучість, що тепер ніщо не може зупинити нас у досягненні вершини. Я твердо стояв на виступі й дав знак Тенцінгу піднятися. Коли я сильно натягував мотузку, Тенцінг звивався вгору по тріщині й нарешті знесилено впав на вершину, як гігантська риба, яку щойно витягли з моря після жахливої боротьби. |